# Stemma del Kenya
Lo stemma del Kenya è il simbolo araldico ufficiale del paese, adottato il 15 ottobre 1963.

## Descrizione
Esso consiste in uno scudo africano troncato in nero, rosso e verde interzato in argento con al centro un gallo che tiene un'ascia in argento. A sostegno dello scudo si trovano due leoni d'oro con lance rosse. In basso sono raffigurati il monte Kenya con piante di caffè, piretro della Dalmazia, agave, tè, mais e ananas. Nella parte inferiore si può leggere il motto del paese: Harambee (in swahili: lavoriamo insieme).